# Alouatta palliata aequatorialis
L'aluatta dal mantello ecuadoriana (Alouatta palliata aequatorialis Festa, 1903) è una sottospecie dell'aluatta dal mantello (Alouatta palliata).
È diffusa nell'area fra Panama e il Perù settentrionale: alcune fonti riportano degli avvistamenti anche nella zona del confine orientale della Costa Rica.

Nella parte più settentrionale del suo habitat si sovrappone a un'altra sottospecie di A. palliata, l'aluatta dal mantello dorato (Alouatta palliata palliata), e non è infrequente incontrare esemplari meticci: ciò rende più difficoltosa una chiara definizione dei confini dell'areale di questa sottospecie.
Si differenzia dalle altre sottospecie per i colori più chiari, in particolare le setole che compongono il mantello hanno tonalità giallo-zolfo.